# Schloss Uster
Das Schloss Uster steht in der Schweizer Stadt Uster im Kanton Zürich.

## Lage
Die Schlossanlage mit den angrenzenden Gebäuden liegt auf dem westlichen Ausläufer eines bis Oberuster reichenden langgezogenen Hügels auf 496 m ü. M. Höhe und ist das Wahrzeichen von Uster.

## Geschichte

### Mittelalter
Die Ursprünge der ersten Befestigung des Burghügels sind bislang ungeklärt. Um das Jahr 1100 sollen die Grafen von Winterthur inmitten des Herrschaftsbereichs der Grafen von Rapperswil eine Burganlage errichtet haben, eine andere Quelle nennt eine erste Anlage um das Jahr 1000, die auf eine Gründung der «Alt-Rapperswiler» zurückgehen könnte. Ein Teil des Alt-Rapperswiler Güterkomplexes im Zürcher Oberland, der von den Herren von Uster herrührte, ging anlässlich von Erbschaftsstreitigkeiten um das Jahr 1200 an die Freiherren von Bonstetten (Burg Uster, Grund- und Gerichtsrechte in Kirchuster, Nossikon, Sulzbach und Wermatswil), obwohl die Grafen von Kyburg ebenfalls versuchten, Lehnsrechte geltend zu machen.
Die ältesten Teile des noch heute sichtbaren Wohnturms reichen in die Zeit um 1200 zurück. Seine Nutzung durch die im Jahr 1249 erstmals erwähnten Ritter von Uster – Dienstleute der Freiherren von Eschenbach-Schnabelburg – ist nicht erwiesen, gilt aber als nicht unwahrscheinlich. 1267 erhielten die Herren von Bonstetten Uster als Lehen von Graf Rudolf von Habsburg, der Burg und Herrschaft um 1264 für die minderjährige Erbin der Grafen von Kyburg verwaltet hatte. Das Lehen beinhaltete auch die Gerichtsbarkeit über den Ustermer Hof Nossikon und einen Teil von Kirchuster, der bäuerlichen Siedlung am Fuss des Burghügels. Ob die Burganlage zusammen mit der Herrschaft Greifensee um 1300 von Gräfin Elisabeth von Rapperswil verpfändet wurde, ist nicht zweifelsfrei gesichert. Im Appenzellerkrieg (1401-29) besetzten Schwyzer Truppen die Burganlage. Johannes von Bonstetten schloss aus diesem Grund im September 1407 einen Burgrechtsvertrag mit der Stadt Zürich, welche die Burg nun in Kriegszeiten mit Truppen besetzen konnte. Dem Herrn von Bonstetten wurde darin, als habsburgischem Lehnsnehmer, im Falle kriegerischer Auseinandersetzungen Zürichs mit Habsburg-Österreich von Zürich eine neutrale Stellung zugesichert. Eine weitere Quelle erwähnt im Jahr 1444 die Zerstörung der Burg durch die Acht Alten Orte im Alten Zürichkrieg, was aber auf einer Verwechslung mit der Zerstörung von Greifensee beruhen dürfte – siehe Mord von Greifensee. 1474 verzichtete Habsburg-Österreich auf die Lehnshoheit über Uster, und die Rechte gingen an Zürich (Herrschaft Greifensee) über.

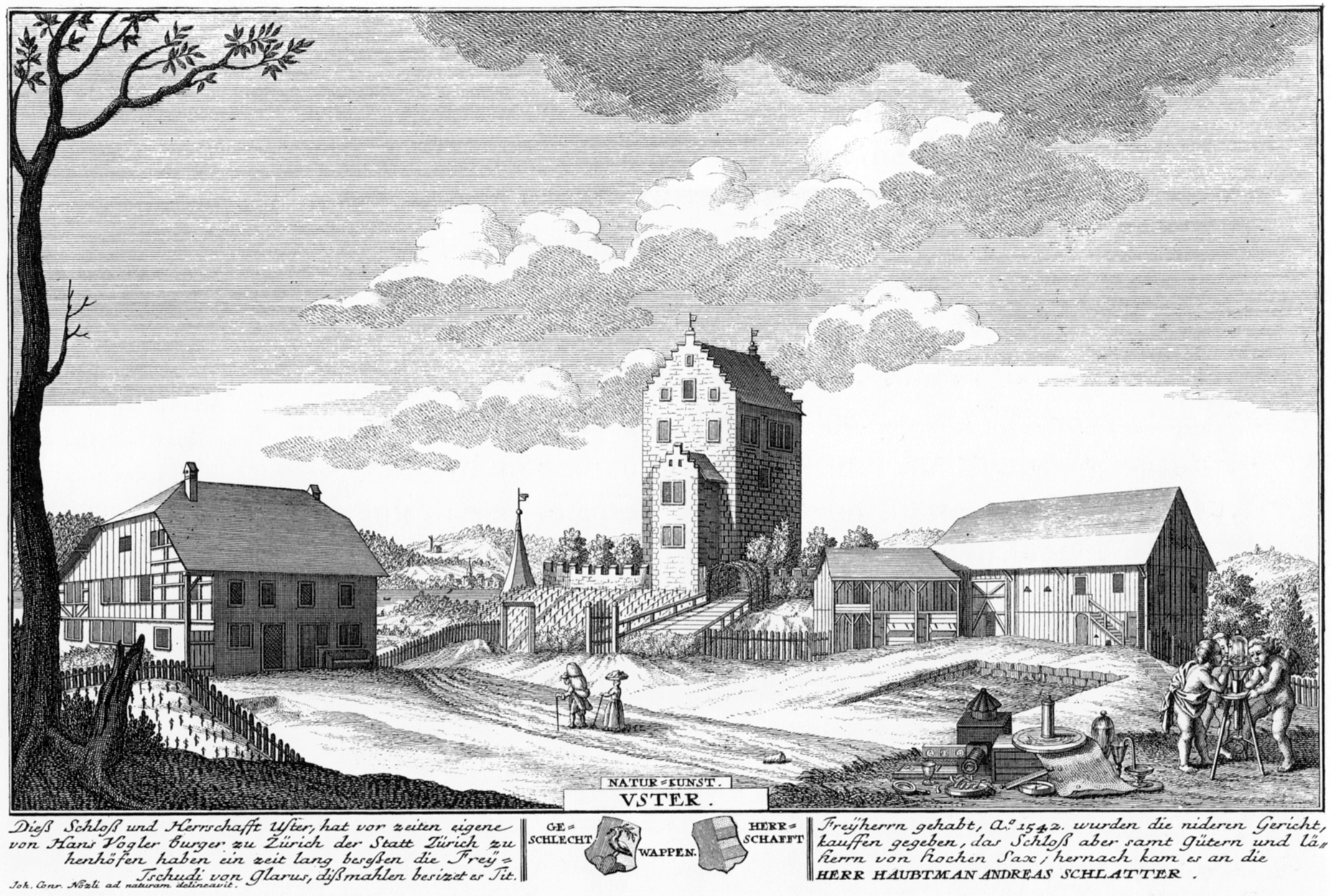
Schloss Uster 1742 auf einer Radierung von David Herrliberger
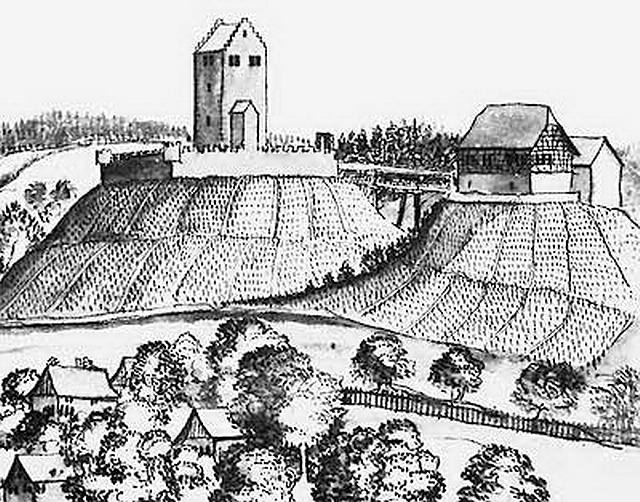
Schloss Uster im frühen 18. Jahrhundert, Ausschnitt aus einer Sepia-Zeichnung
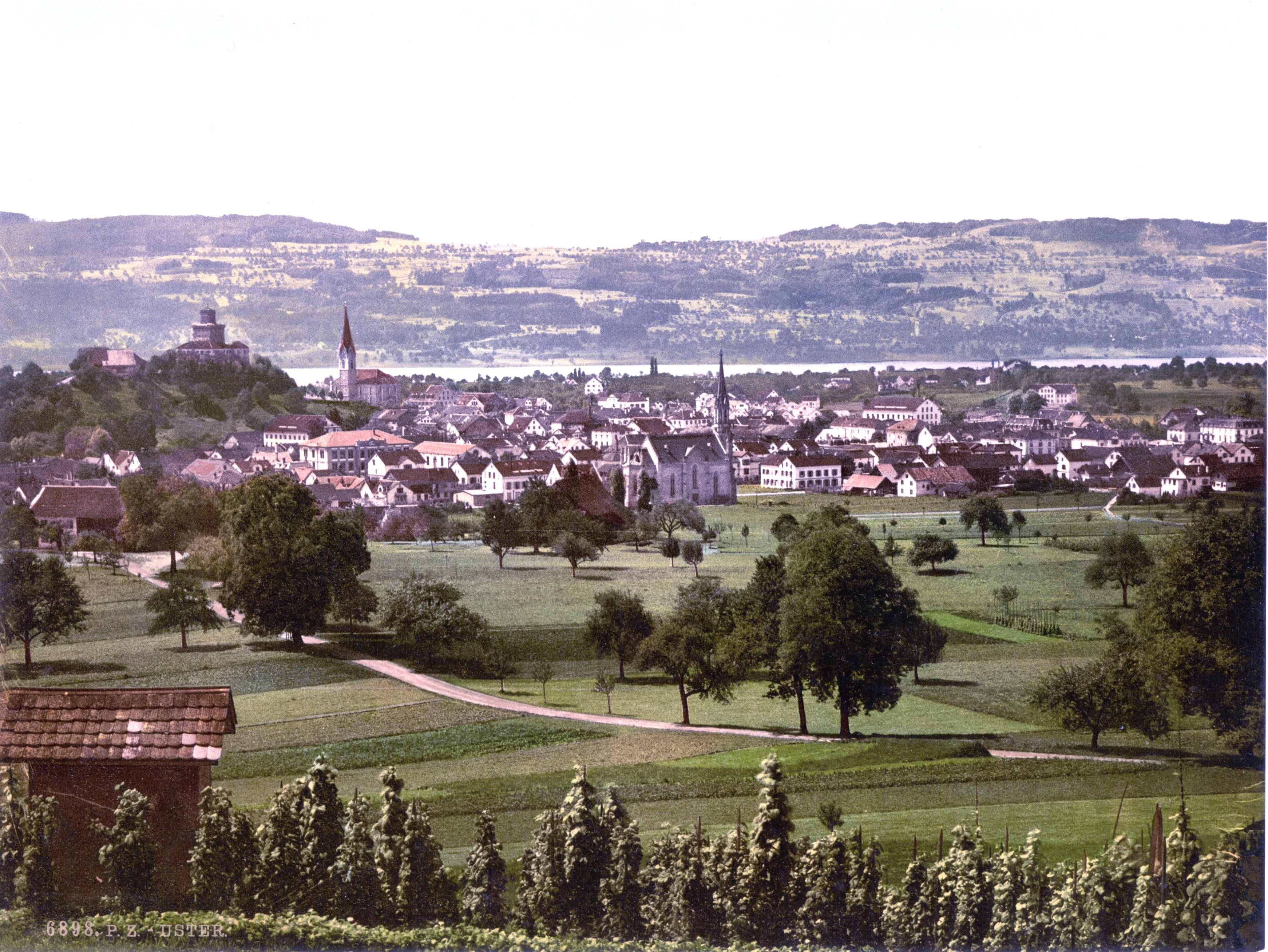
Uster um 1900, links das Schloss, im Hintergrund der Pfannenstiel
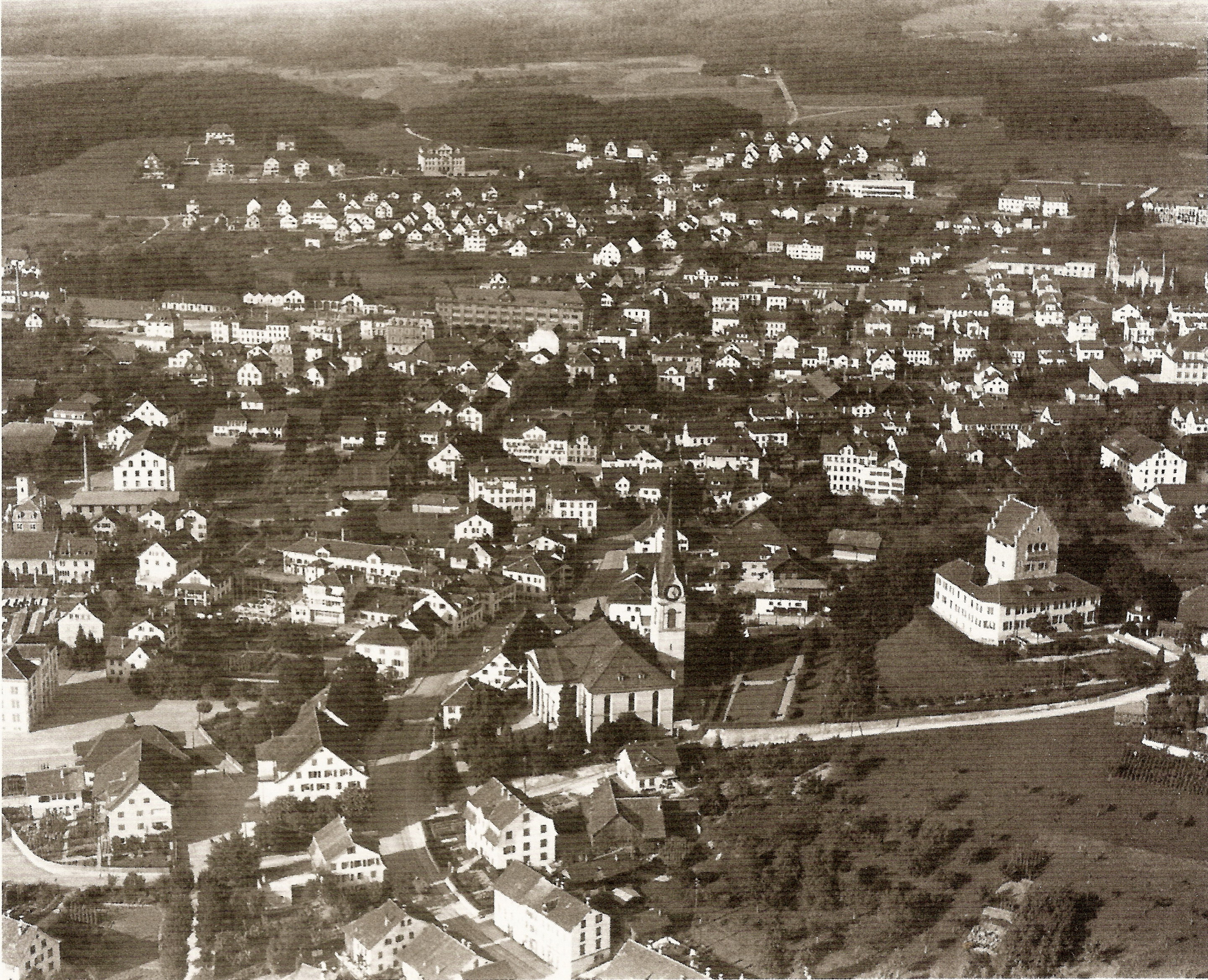
Luftbildaufnahme von Walter Mittelholzer aus dem Jahr 1933
Luftaufnahme, Schloss mit Gemüsegarten aus dem Jahr 1919

### Neuzeit

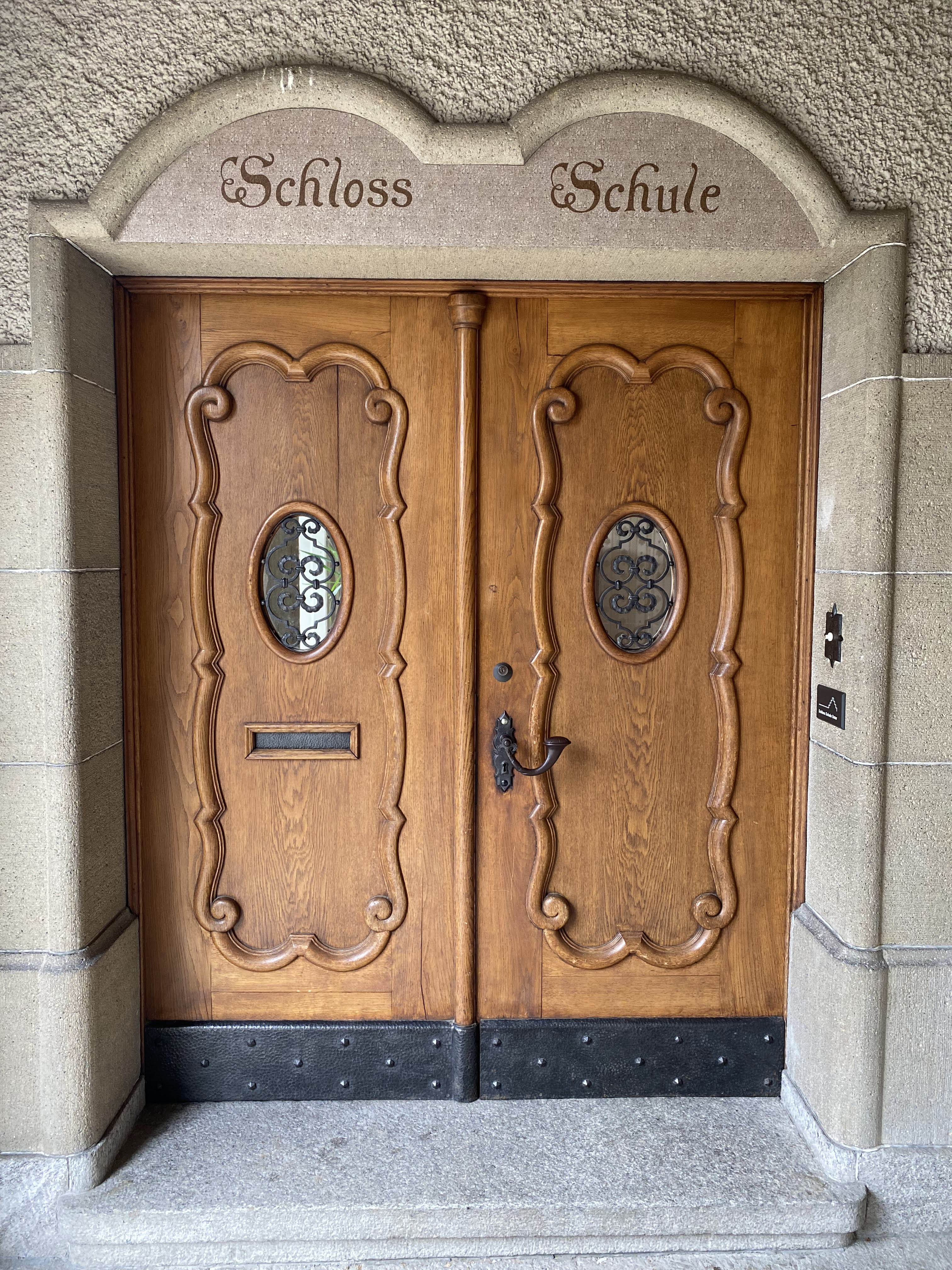
Der Eingang in die Schulräume

«Anno domini 1492 verbran das Schloss zu Usteri in Grund. Die Bonstetten liessend die ausgebrenten mauren lär ston und bauten ein schön hauss von holtzwerk dernebend». Nachdem 1526 auch dieses Gebäude von einem Brand heimgesucht worden war, liess Batt von Bonstetten den «Turm oben abwerffen und ein schön geheüss darauf setzen».
Durch Erbschaft gelangte die Burg im Jahr 1534 in den Besitz von Ludwig von Diesbach, gefolgt von mehreren Besitzwechseln innerhalb weniger Jahre. Einer der nächsten Inhaber, Hans Vogler, verkaufte 1544 alle noch zur Burg gehörenden Herrschaftsrechte an die Stadt Zürich. 1560 bis 1663 kam die Anlage an die Freiherren von Hohensax und erlebte in den nächsten zwei Jahrhunderten eine Vielzahl weiterer Besitzwechsel. Um 1663 beispielsweise zog mit Christoph Tschudi der Glarner Bauernadel aufs Schloss und nach weiteren Besitzwechseln zerfiel die Anlage zusehends. Hauptmann Schärer von Zürich liess sie 1752 wieder herrichten und erweiterte sie mit Wohntrakten. Im 19. Jahrhundert wechselte die Liegenschaft mehr als zwei Dutzend Mal den Besitzer. 1852 wurde die beständig ausgebaute Schlossanlage Sitz der Bezirksverwaltung. Seit 1858 war die Anlage in den Händen der Zürcher Familie Escher. Der Textilfabrikant Jakob Heusser-Staub kaufte 1916 die Schlossanlage, liess sie 1917 restaurieren und schenkte das Anwesen samt Ökonomiebauten der Stadt Uster als Stiftung.
Während mehrerer Jahrzehnte wurde die Schlossanlage von der Kantonalen Bäuerinnenschule genutzt; seit 1. September 1995 von der privaten Schloss Schule Uster. 

## Weingut und Schlossgärtnerei
Schon im Mittelalter wurde in Uster Weinbau betrieben, insbesondere am südlichen Burghügel, mit erster urkundlicher Erwähnung im Jahr 1532, als im «Blindenholz» Reben standen und das «räbwerk nit kinder- noch wiberwerk» war. Auf dem Zehntenplan von 1678 erscheint der Burghügel gegen Süden mit Reben bepflanzt, und 1791 schrieb ein englischer Besucher, das Schloss Uster stehe «auf einem hohen Felsen, der bis an den Gipfel mit Weinstöcken bepflanzt ist». Im 19. Jahrhundert wuchs der Rebenbestand auf über vierzig Hektaren an, welche bis 1960 auf gerade nur noch fünf Aren zusammengeschmolzen waren und erst seit 1979 wieder an Anbaufläche dazugewonnen haben.
Die Schlossgärtnerei der Schulen wird von privater Seite weiterhin gepflegt und kann wochentags besichtigt werden, ebenso der Rittersaal jeweils am Sonntag von Juli bis Oktober. Im Schlossrestaurant hat man eine weite Aussicht über Uster und den Greifensee hinweg bis zum Pfannenstiel und Adlisberg.

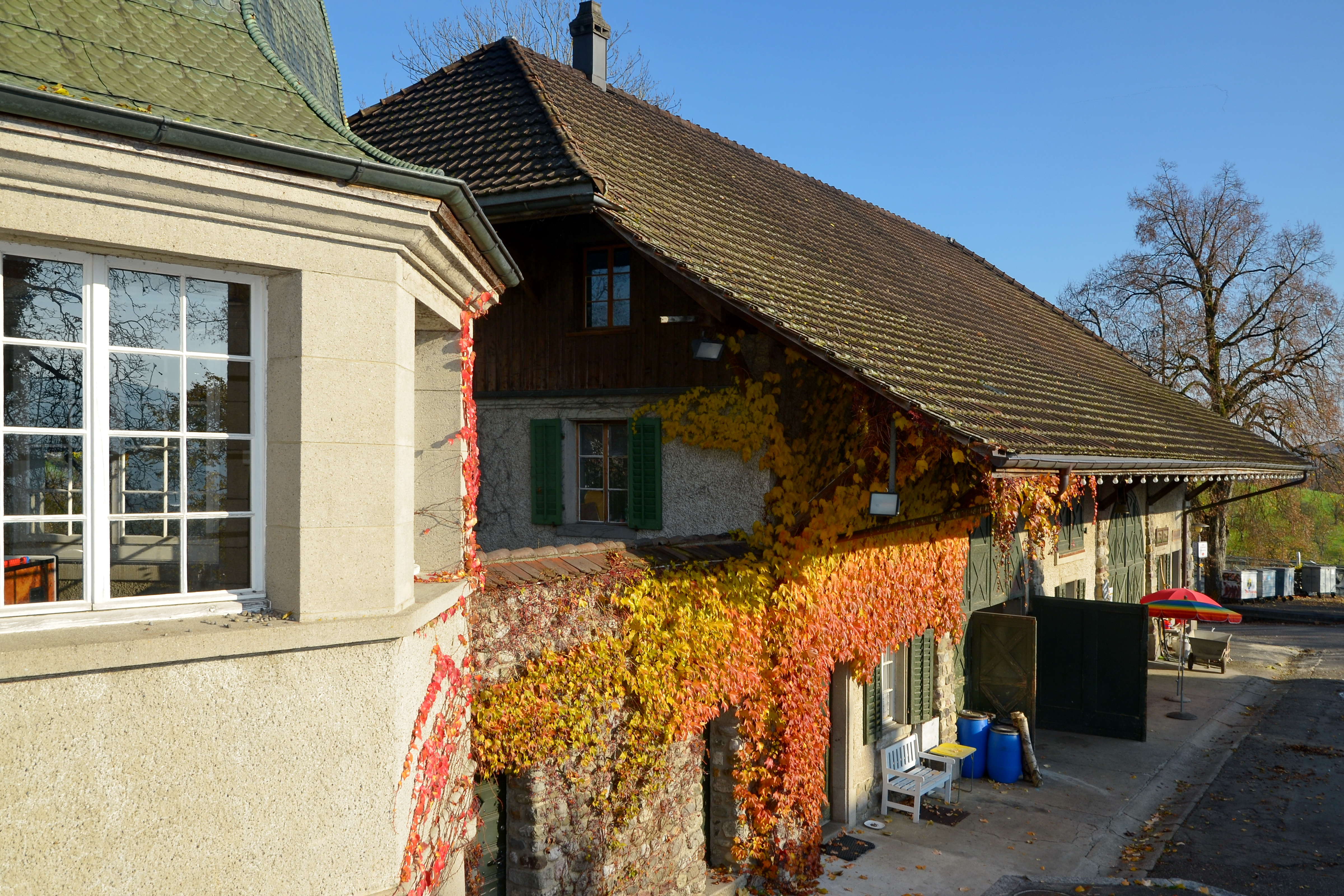
Überreste der einstigen Umfassungsmauer und ein als Scheune genutztes Nebengebäude
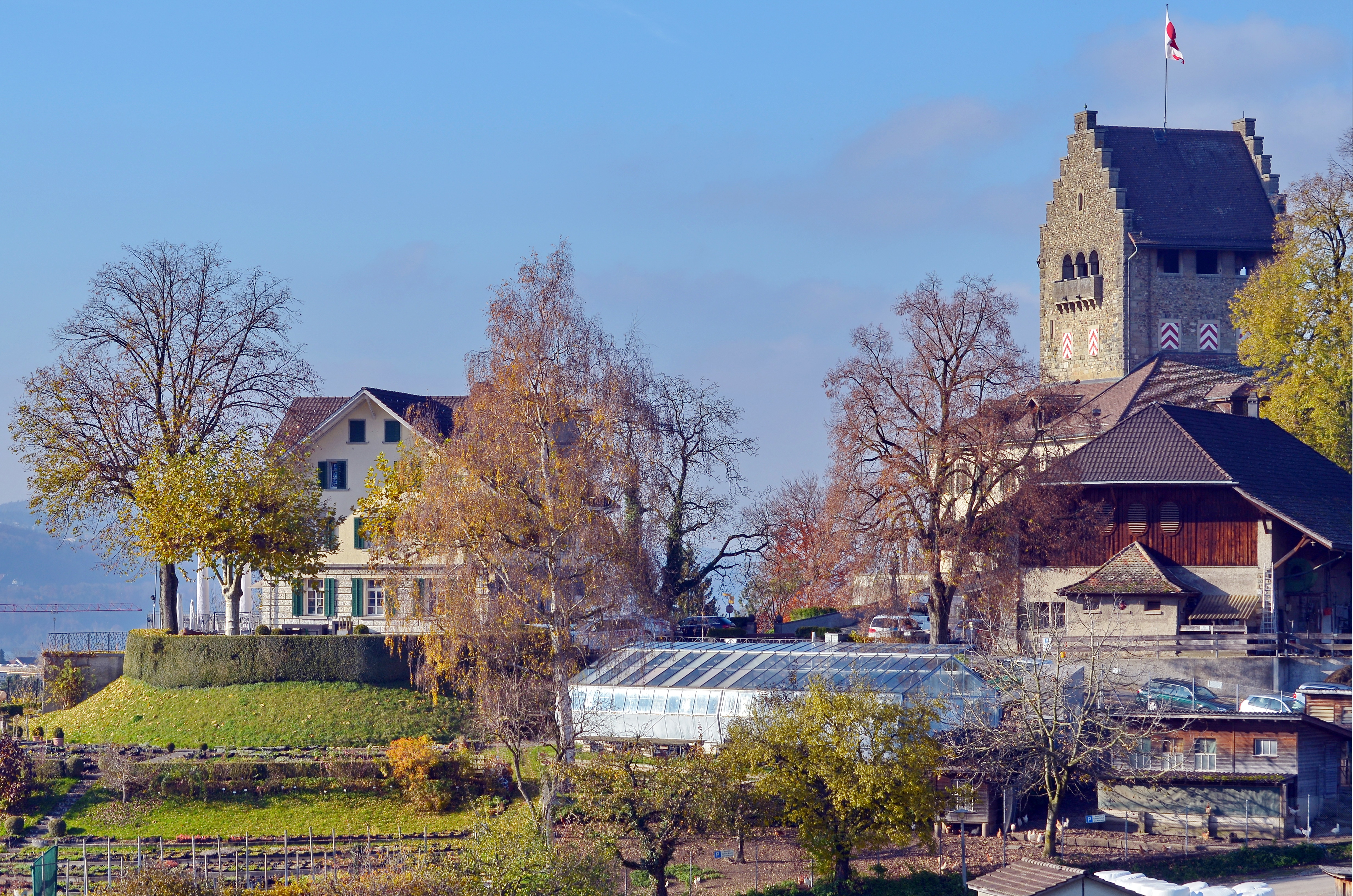
Schlossgarten und Weingut

## Anlage
Die ältesten Teile der heute sichtbaren Anlage reichen in die Zeit um 1200 zurück, als auf dem Hügel in unmittelbarer Nähe der Kirche von Uster wohl ein Wohnturm von 11 Metern Seitenlänge und mit bis zu 3,4 Metern dicken Mauern entstand. Brände zerstörten 1492 den Wohnturm und Teile der Burganlage, 1526 auch das zugehörige Wohnhaus, und so wurde die Anlage 1529 als repräsentatives Schloss und zeitweiliger Sitz der Zürcher Landvögte wieder aufgebaut. Der noch brauchbare Mauersockel wurde mit einem neuen Oberbau versehen, mehrheitlich wohl aus Fachwerk.
Vermutlich zwischen 1560 und 1663 erhielt der Turm einen neuen Oberbau mit Treppengiebeln, auf seiner Südseite wurde ein schmales Treppenhaus errichtet. Damals war die Anlage wohl auch noch von einer Ringmauer mit Zinnen umgeben. Unter den wechselnden Besitzern erfolgte die weitere Umgestaltung der Anlage: 1752 wurden am Turm, der ein Jahrhundert lang leer gestanden haben soll, zwei einstöckige Gebäude errichtet.
Der Usterapfel wurde vermutlich aus den Niederlanden eingeführt und um 1750 erstmals auf dem Schloss Uster gepflanzt.
1852 wurde rund um den Turm ein zweistöckiger Neubau als Sitz der Bezirksverwaltung errichtet. Der baufällige Turm, welcher als Gefängnis der Bezirksverwaltung diente, wurde teilweise abgetragen, die Treppengiebel mit gerade abschliessendem Zinnenkranz versehen, worauf ein hoher, blechverkleideter Holz-Pavillon thronte. 1917 liess Jakob Heusser-Staub die bislang letzte Umgestaltung vornehmen, wobei er die obere Hälfte des Palas bis beinahe auf die Höhe der Anbauten abreissen und mit einem neuen Oberbau nach einer Vorlage aus dem 18. Jahrhundert rekonstruieren liess, wieder mit Treppengiebeln. Der darum herum gebaute Wohntrakt wurde umfassend erneuert, was dem heutigen Erscheinungsbild der Schlossanlage entspricht.

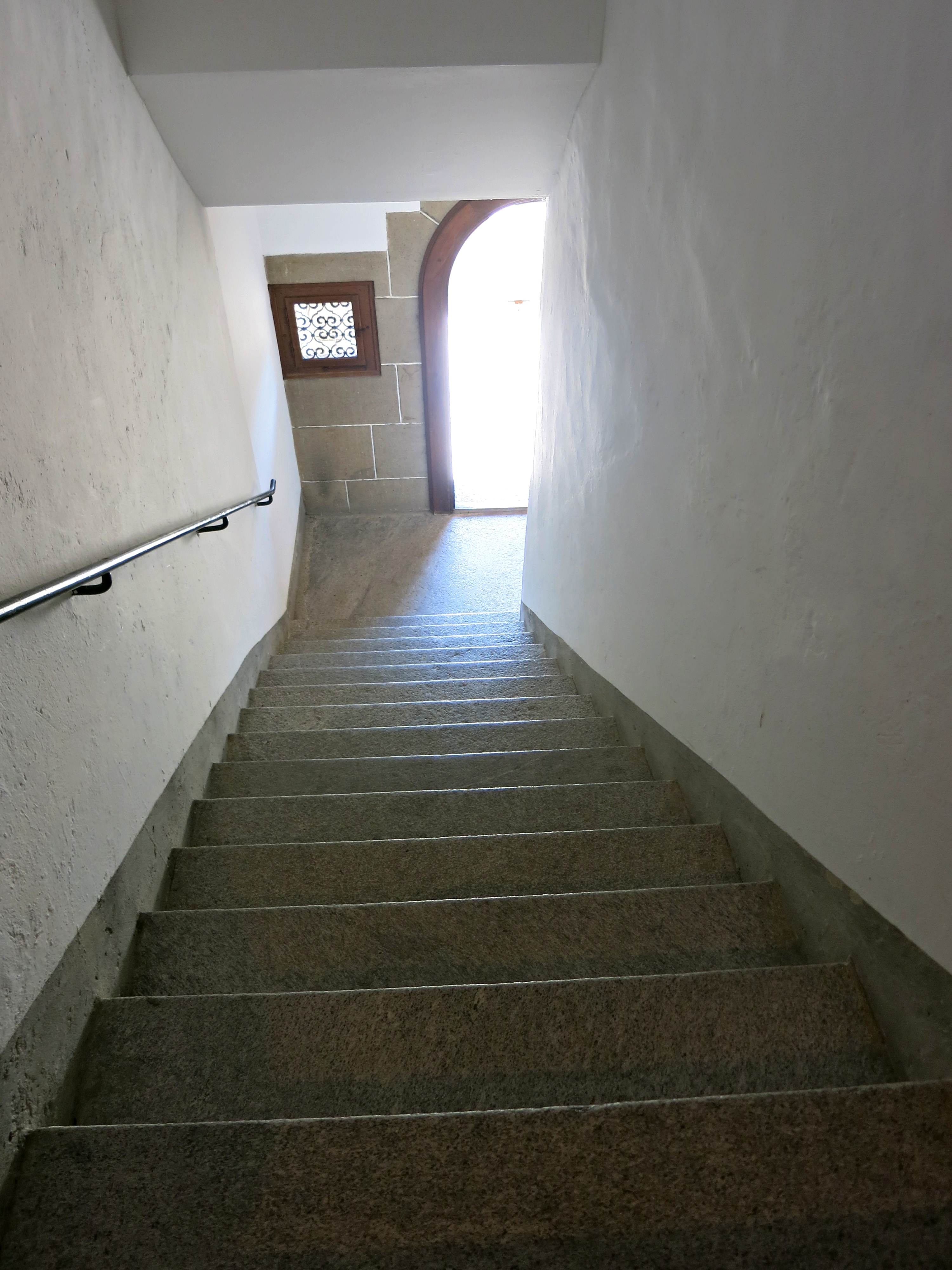
Untere Treppe
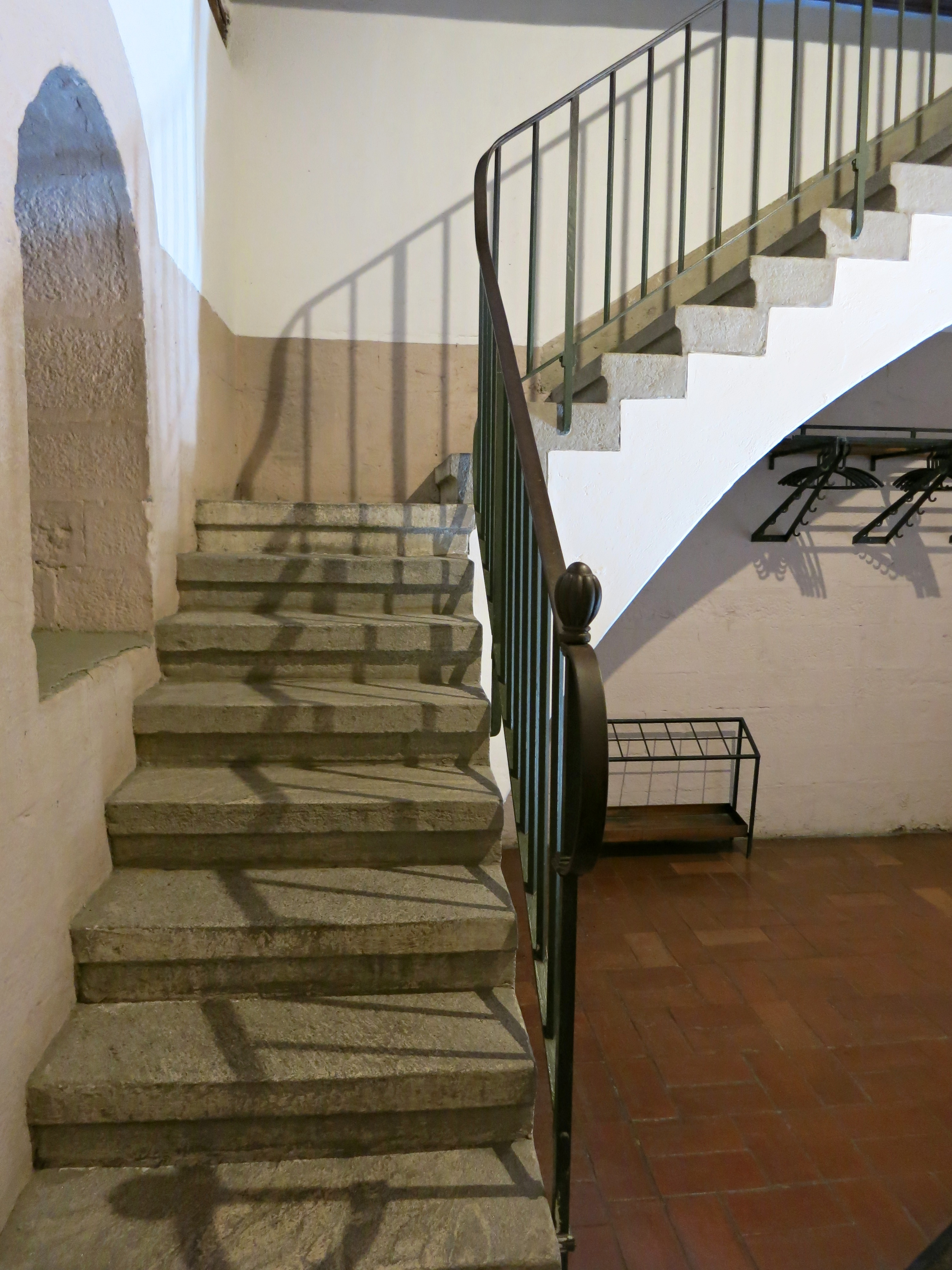
Mittlere Treppe
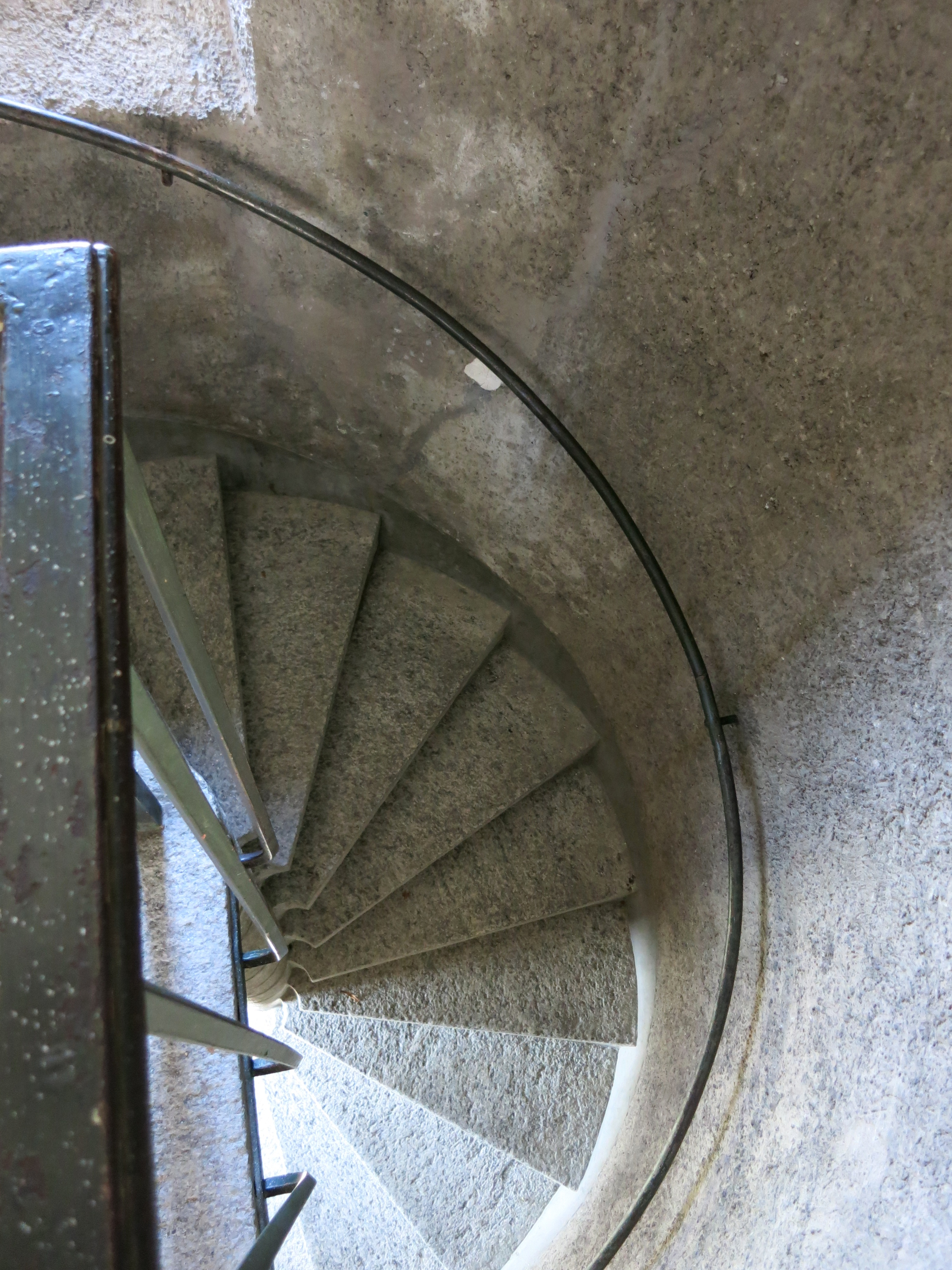
Obere Treppe
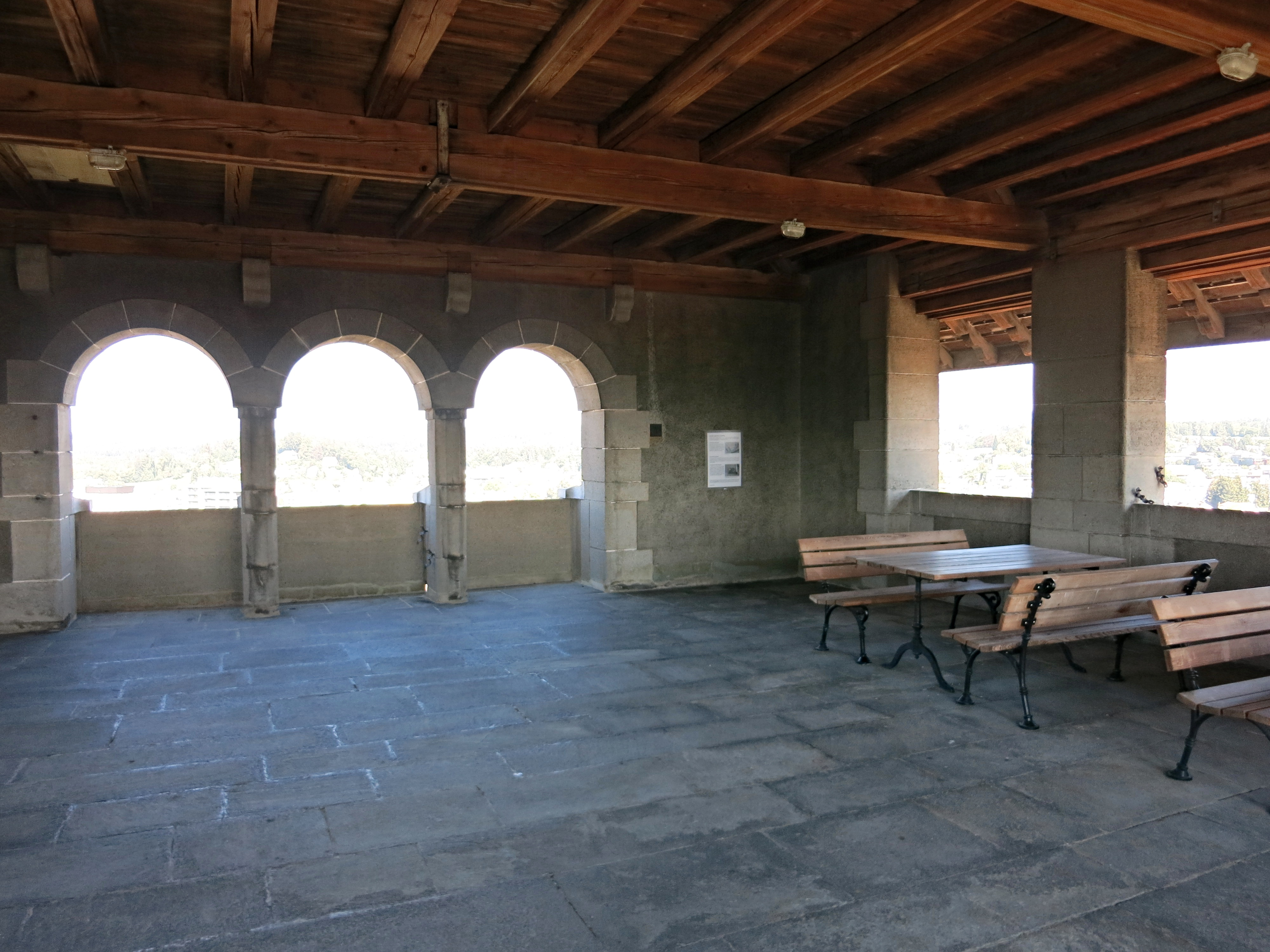
Aussichtsplattform
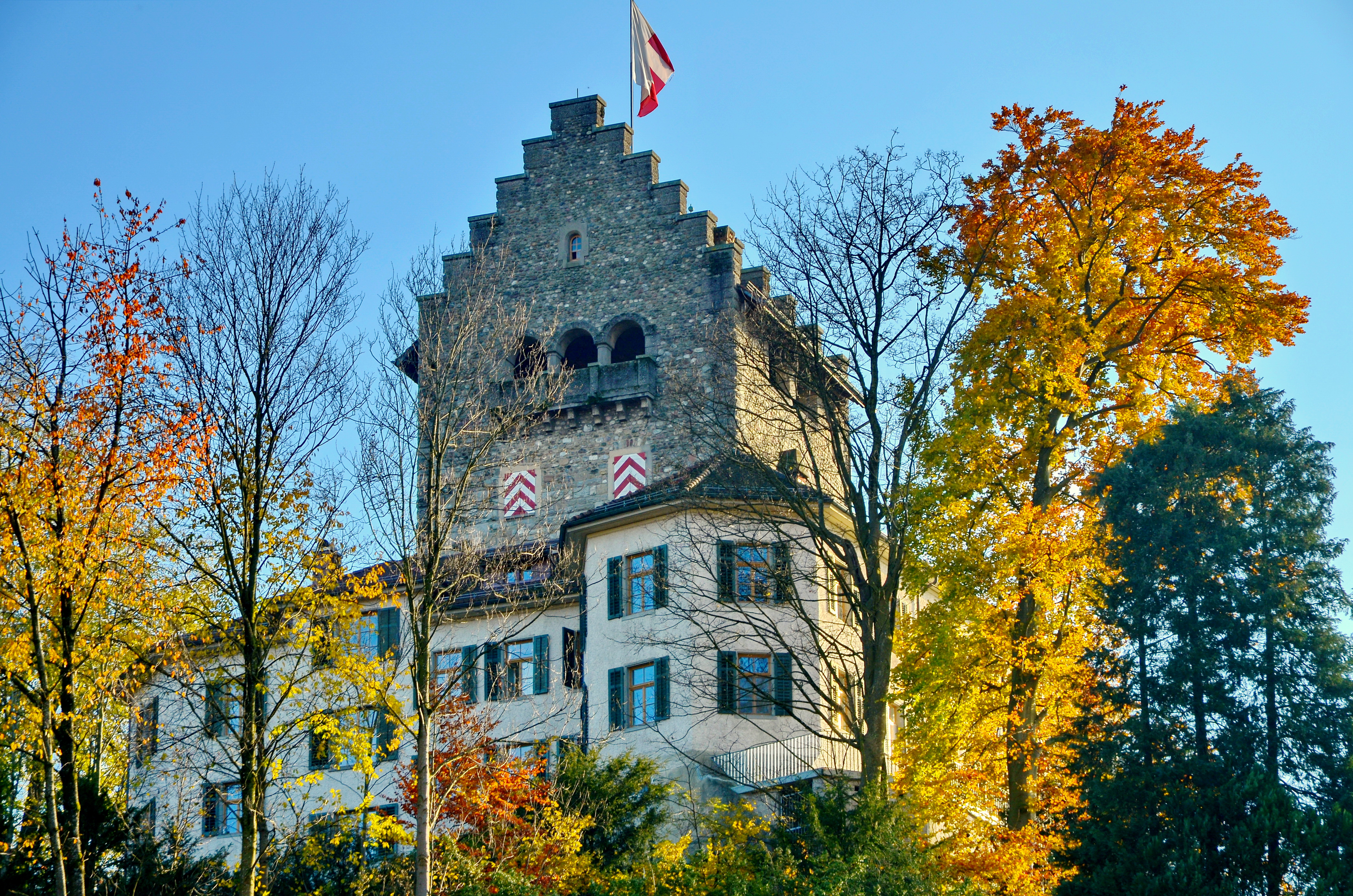
Ansicht von Nordosten
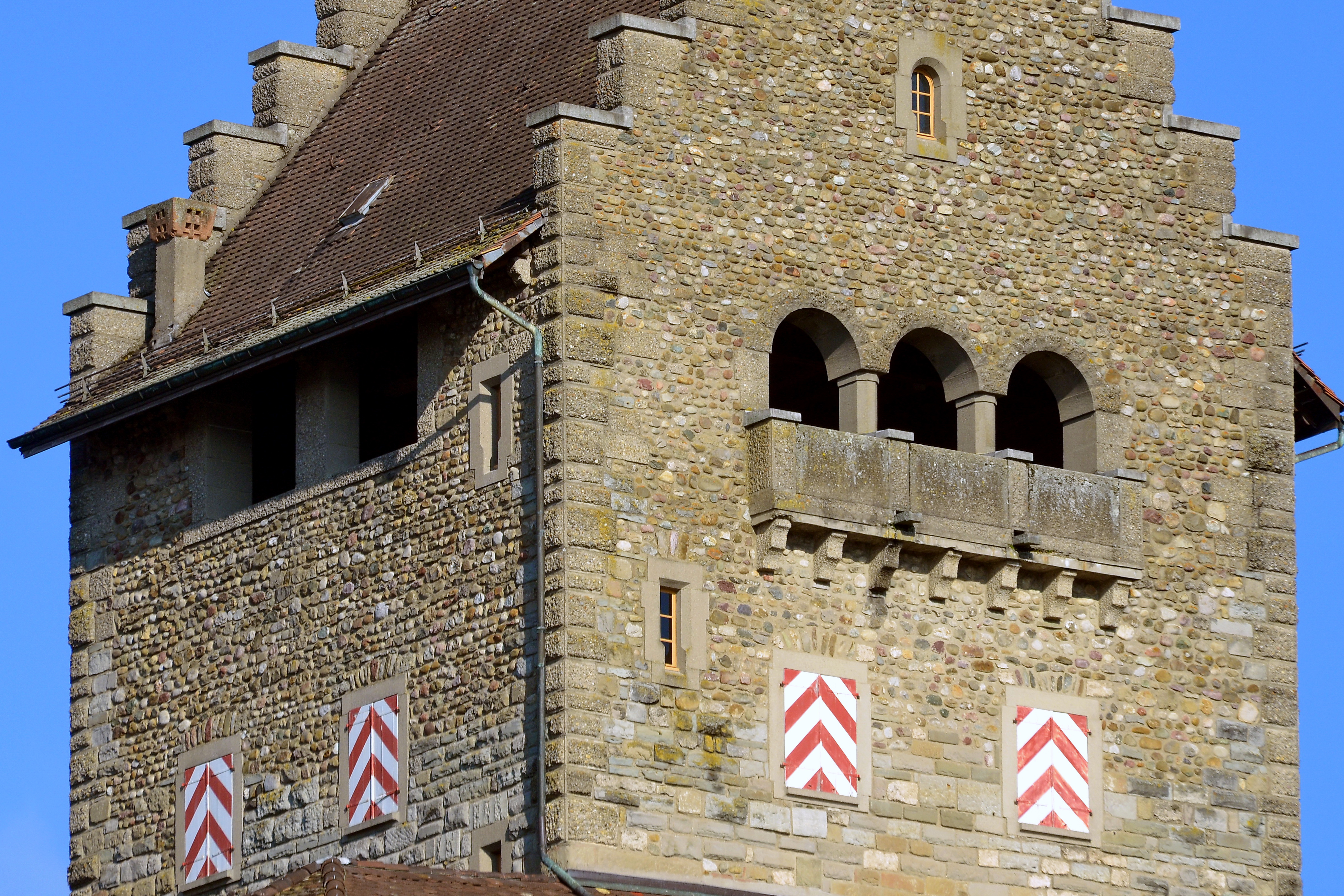
Turmbau, Ansicht von Westen